# Eduard Guszczin
Eduard Wiktorowicz Guszczin ros. Эдуард Викторович Гущин (ur. 27 lipca 1940 w miejscowości Motygino w rejonie motygińskim w Kraju Krasnojarskim, zm. 14 marca 2011 w Moskwie) – radziecki lekkoatleta, specjalista pchnięcia kulą, medalista olimpijski z Meksyku z 1968.
Rozpoczął międzynarodową karierę w 1965, kiedy to zdobył brązowy medal Uniwersjady w Budapeszcie, na mistrzostwach Europy w 1966 w tym samym mieście zajął 12. miejsce w finale pchnięcia kulą. Na europejskich igrzyskach halowych w 1967 w Pradze zdobył srebrny medal w tej konkurencji, za swym kolegą z reprezentacji Nikołajem Karasiowem, a przed Władysławem Komarem. Na następnych europejskich igrzyskach halowych w 1968 w Madrycie zajął 8. miejsce.
Podczas igrzysk olimpijskich w 1968 w Meksyku zdobył brązowy medal (wyprzedzili go Amerykanie Randy Matson i George Woods). Na mistrzostwach Europy w 1969 w Atenach Guszczin zajął 6. miejsce. Był piąty na halowych mistrzostwach Europy w 1970 w Wiedniu.
Reprezentant kraju w zawodach pucharu Europy. Zdobył mistrzostwo ZSRR w pchnięciu kulą w 1968 i 1970. Jego rekord życiowy wynosił 20,28 m. Był zawodnikiem klubu Trud w Moskwie.
Czterokrotnie ustanawiał rekordy ZSRR na stadionie:
- 19,46 m (25 lipca 1966, Mińsk)[8]
- 19,58 m (25 maja 1967, Paryż)[8]
- 19,64 m (1 lipca 1967, Chorzów)[8]
- 20,28 m (4 października 1968, Meksyk)[8]